# Hanno Pöschl
Hanno Pöschl (ur. 2 lipca 1949 r. w Wiedniu) – austriacki aktor teatralny, filmowy i telewizyjny.
Po zakończonym stażu jako cukiernik, uczęszczał do szkoły aktorskiej Lamert-Offer. W 1974 r. otrzymał pierwszy angaż w teatrze Schauspielhaus w Wiedniu. Podczas swojej ostatniej pracy scenicznej, współpracował z takimi reżyserami jak Hans Gratzer, Dieter Haspel, George Tabori, Beverly Blankenship, Marti Fried i Paulus Manker. Ponadto występował w licznych produkcjach telewizyjnych i filmowych.

## Wybrana filmografia

### Filmy fabularne
- 1968: Testament
- 1976: Pudło (Fehlschuß)
- 1978: Droga (Die Straße) jako inżynier
- 1979: Opowieści lasku wiedeńskiego (Geschichten aus dem Wienerwald) jako Alfred
- 1979: Kassbach - portret (Kassbach - Ein Portrait) jako znajomy rodziny
- 1980: Wyjdź...ale nie panikuj (Exit... nur keine Panik)
- 1980: Lata mijają (Die Jahre vergehen) jako Ila
- 1980: Opowieści dni wolnych (Wochenendgeschichten)
- 1984: Querelle jako Robert/Gilbert "Gil" Turko
- 1984: Wiedeński walc (Donauwalzer) jako
- 1986: Bilet do Rzymu (Ticket nach Rom) jako David
- 1986: Santa Lucia jako szofer Friedl Gruber
- 1987: W obliczu śmierci (The Living Daylights) jako Operator Prater Ferris Wheel
- 1991: Malina jako Listonosz
- 1991: Kocham Wiedeń (I Love Vienna) jako Rudolf Swoboda
- 1991: Zockerexpreß jako Harry
- 1992: Ilona i Kurti (Ilona und Kurti) jako Kurti
- 1993: Dzień Matki (Muttertag) jako kierowca samochodu sportowego
- 1994: Lęk przed światem (Höhenangst) jako Marios Vater
- 1995: Przed wschodem słońca (Before Sunrise) jako Mężczyzna z pociągu
- 1999: Ratownicy - kobiety, alkohol, ratują życie (Die Bademeister - Weiber, saufen, Leben retten) jako Gigi Griesmayr
- 2000: Trudny (Hart im Nehmen) jako Gerhard Berger
- 2001: Ćma (Nachtfalter) jako Karli
- 2001: Wyjdźmy (Nichts wie weg) jako Gerhard Berger
- 2008: Rewanż (Revanche) jako Konecny, szef Tamary
- 2009: Komisarz Rex (Rex - L'ultima partita) jako Erwin Dombolsky

### Seriale TV
- 1977: Zdeterminowany Kottan (Kottan ermittelt) - odc. Urodziny (Der Geburtstag) jako Beschina
- 1977: Tatort - odc. Zapomniane morderstwo (Der vergessene Mord)
- 1977: Tatort - odc. Morderstwo w hotelu Grand (Mord im Grand Hotel)
- 1982: Zdeterminowany Kottan (Kottan ermittelt) - odc. Kansas City jako Herbert Maroltinger
- 1983: Wagner jako policyny szpieg
- 1988: Derrick jako Ulrich Schowenke
- 1989: Reporter jako Lochte
- 1990: SOKO 5113 - odc. Z ostatniego użycia (Mit letztem Einsatz)
- 1990: Derrick jako Liebner
- 1990-94: Dom w Toskanii (Ein Haus in der Toskana) jako Hermann
- 1994: Komisarz Rex (Kommissar Rex) jako Franz Karasek
- 1994: Derrick jako Albert Kallus / Sacko
- 1998-2007: Medicopter 117 (Medicopter 117 – Jedes Leben zählt) jako Mechanik Max
- 2001-2002: Dolce Vita i spółka (Dolce Vita & Co) jako Ernst Horacek
- 2002: Komisarz Rex (Kommissar Rex) jako Antiquar
- 2009: Komisarz Rex (Il commissario Rex) jako Erwin Dombolsky